# Аккольти
Аккольти (итал. Accolti) —  итальянский род, происходящий из Ареццо, который впервые стал известным в XIV веке.
Бенедетто Аккольти — старший сын учёного юриста Микеле Аккольти (родился в Ареццо в 1415 году, умер во Флоренции в 1466 году), был профессором прав и в 1459 канцлером Флорентийской республики, то есть первым государственным секретарем Синьории, или высшего исполнительного присутствия. Он издал труд «De bello a Christianis contra Barbaros gesto pro Christi Sepulcro et Judaea recuperandis» (Венеция, 1532; Флоренция, 1623; по-итальянски Бальделли, Венеция, 1543 и 1549), послуживший основанием к Тассовской «Gerusalemme liberata»; далее «De praestantia virorum suiaevi» (Парма, 1692 и след.).
Франческо Аккольти, брат предыдущего, родился в Ареццо в 1418 году, был профессором юридических наук в Болонье и Ферраре, потом секретарем герцога миланского Франциско Сфорца и умер 1483 в Сиене. Он был одним из значительнейших юристов своего столетия. Из его сочинений, кроме латинского перевода «Epistolae» Фалария (Рим, 1469 и след.), следует еще привести: «Consilia seu responsa» (Пиза, 1481), «Commentaria super lib. II Decretalium» (Болонья, 1481), «Commentaria» (Павия, 1493).
Бернардо Аккольти, названный l’Unico Aretino (то есть единственный из Ареццо), сын Бенедетта Аккольти, (родился в Ареццо 1465, умер в Риме в 1535 году), приобрел известность своим блестящим импровизаторским талантом. Его стихотворения явились под заглавием «Virginia commedia, Capitoli e Strambotti» (Флоренция, 1513 и после). Аккольти был назначен Папой Римским Львом Х апостольским писцом и аббревиатором.
Пиетро Аккольти, брат предыдущего (родился во Флоренции 1465, умер в Риме 12 декабря 1532 года), был тоже при Льве Х аббревиатором и составил направленную против Мартина Лютера буллу проклятия (1520). Позднее он был назначен кардиналом и легатом в Анкону.
Бенедетто Аккольти младший, родился 1497 году во Флоренции, был апостольским аббревиатором и секретарём римского папы Климента VII и был назначен кардиналом и легатом в Равенну. Он впал в немилость при Павле III и, будучи обвинен в растрате и злоупотреблении властью, был заключен в замок святого Ангела, но успел, однако, выпутаться и скончался в 1549 году в уединенности во Флоренции. Аккольти оставил по себе хорошие латинские стихотворения, которые явились в собрании «Carmina illustrium poetarum italorum» (Флоренция, 1719).
Леонардо и Пиетро Аккольти, два брата, из которых первый стал в 1600 канцлером правительственного архива во Флоренции, а второй в 1609 профессором канонического права в городе Пизе.
Со смертью Якопо, сына последнего, в 1699 году во Флоренции, род Аккольти угас.